# Guancheng
För andra betydelser, se Guancheng (olika betydelser).
Guanzheng är ett stadsdistrikt för huikineser i Zhengzhou i Henan-provinsen i norra Kina.